# Melanolophia conta
Melanolophia conta là một loài bướm đêm trong họ Geometridae.